# Листопадове повстання (1830—1831)
Листопадове повста́ння 1830—1831 років також відоме як Польсько–російська війна 1830–31 або Кадетська революція — національно-визвольне повстання поляків і литовців проти Російської імперії.
Розпочалося 29 листопада 1830 у Варшаві, охопило Королівство Польське, з 26 березня 1831 — Литву і поширилося на землі Правобережної України та Білорусі. Повстання вибухнуло на хвилі європейських революційних і національних рухів, спрямованих проти домінування трьох абсолютистських імперій на континенті — Росії, Австрії та Пруссії й мало на меті відновлення Республіки Обох Народів. Безпосередніми причинами повстання стало порушення дарованої царем Олександром I конституції Королівства Польського (1815), придушення ліберальної польської опозиції та патріотичних організацій, запровадження цензури й репресивно-поліційних порядків. Головною причиною спалаху Листопадового повстання було невиконання правителями Російської імперії положень конституції Королівства Польського з 1815 року. У 1819 році Олександр I скасував свободу друку і ввів превентивну цензуру. У 1821 році свобода зібрань була призупинена, а масонство заборонено.

## Причини
Приводом для початку повстання стало поширення чутки про відряджання польського війська на придушення Липневої революції 1830 року у Франції. 17 (29) листопада 1830 року група патріотично налаштованої шляхти на чолі з Л. Набєляком і С. Гощинським у порозумінні з таємним військовим товариством у школі підхорунжих, очолюваним П. Висоцьким, напали на палац намісника великого князя Костянтина Павловича — Бельведер у Варшаві і казарми російських військ. Внаслідок захоплення міського арсеналу й озброєння міських низів, переходу на бік змовників частини польських військ повстання набуло масового характеру. Незабаром Варшава опинилася у руках повсталих, які не створили нового уряду, а передали владу Адміністративній Раді Королівства.

## Створення Національного уряду

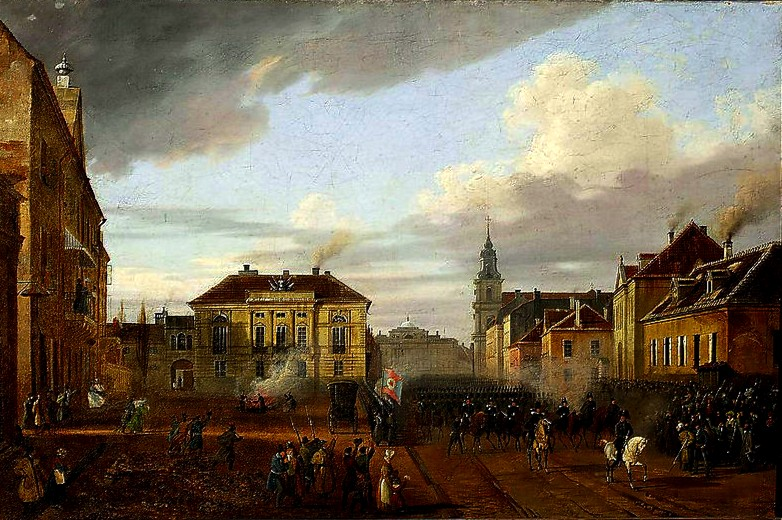
Повернення частин польського війська з Вєжбна до Варшави

Дипломатично налаштовані представники ради (Францішек Друцький-Любецький, Адам Чарторийський та ін.) прагнули домовитися з царем Миколою І на засадах збереження автономії Королівства у складі імперії. 1 грудня 1830 року демократично настроєні кола польського населення утворили Патріотичне товариство на чолі з Й. Лелевелем і М. Мохнацьким, яке вимагало від уряду проведення політики на здобуття незалежності Польщі й здійснення демократичних реформ. Під його тиском Адміністративна Рада на початку грудня перетворилася на Тимчасовий Уряд, а сейм 18 грудня 1830 року затвердив диктатора генерала Ю. Хлопіцького. Консервативне керівництво повстанням на чолі з диктатором намагалося провадити переговори з Миколою I, але вони не дали результату. 18 січня 1831 року Хлопіцький зрікся диктаторства, був створений Національний уряд на чолі з князем А. Чарторийським. Національний уряд схвалив програму боротьби за відновлення Польської держави у кордонах 1772 року. Патріотичне Товариство 25 січня провело у Варшаві багатолюдну демонстрацію, яка примусила сейм проголосити скинення Миколи І з польського престолу. В ці дні вперше з'явилося звернене до всіх гноблених Російською імперією народів гасло «За нашу і вашу свободу!».

## Придушення повстання

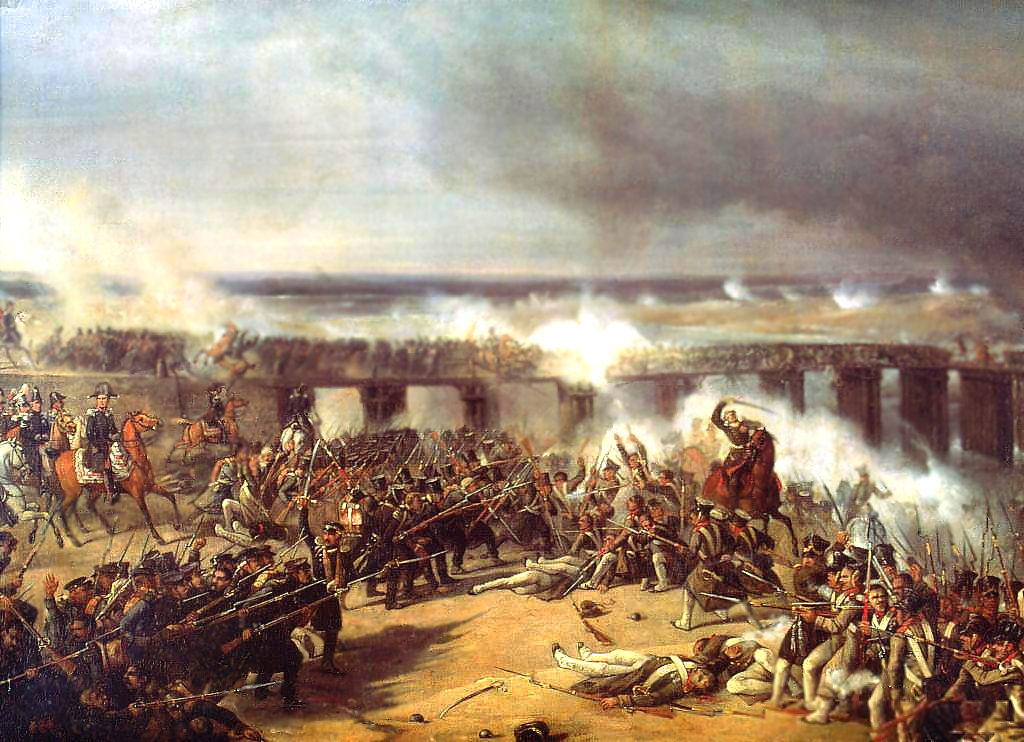
Бій під Остроленкою

Російський уряд кинув на придушення повстання значні військові сили (малоросійські козацькі полки). На початку лютого 1831 року російські війська під командуванням фельдмаршала І. Дибича розпочали наступ на Варшаву. Однак у битвах під Сточком, Ваврем і, особливо, Гроховом повстанці зупинили наступ російської армії. Навесні 1831 року вибухнули повстання польського населення у Литві, Білорусі та Правобережній Україні. В українських землях польські повстанці зустріли значну протидію з боку селянства. Створені переважно зі шляхти повстанські групи С. Ворцеля на Волині, К. Ружицького на Житомирщині, Б. Колишка на Поділлі і Київщині були у квітні-травні 1831 року розгромлені царськими військами. 26 травня 1831 року головні польські сили під командуванням генерала Яна Скшинецького зазнали поразки в битві під Остроленкою.

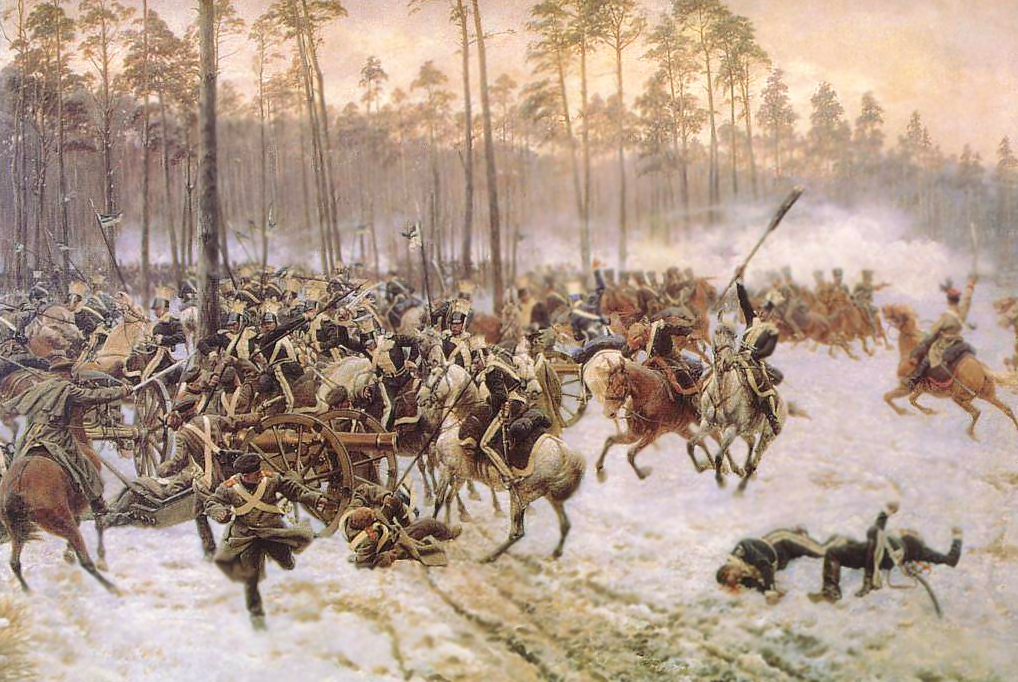
Бій під Сточком

Від травня 1831 року повстання увійшло в смугу кризи: частина аристократії та шляхти почала залишати країну, сейм не затвердив навіть дуже поміркованої реформи переводу селян на чинш, чим зумовив відхід частини селянства від повстання. Зусилля Патріотичного Товариства наштовхувалися на сильну протидію консервативних кіл в уряді, сеймі і війську, Політична боротьба влітку 1831 року призвела до стихійних заворушень варшавського населення, яке 15-16 серпня 1831 року вчинило розправу з підозрюваними у зраді керівниками. Національний уряд впав, а влада перейшла до генерала Я. Круковецького, який, проголосивши себе новим диктатором, розправився з організаторами заворушень в місті та заборонив Польський патріотичний клуб. Тим часом російські війська під командуванням фельдмаршала Івана Паскевича підійшли до Варшави та розпочали штурм міста. Попри запеклий опір повсталих 8 вересня (27 серпня) 1831 року Варшава змушена була капітулювати. Сейм, уряд та залишки польської армії перетнули кордони Австрії та Пруссії, де були інтерновані.
Царизм вдався до жорстоких репресій проти учасників повстання, скасував конституцію Королівства і, одночасно, більшість ознак автономії польських земель (сейм, армію, елементи державності). Попри поразку, Листопадове повстання сприяло зростанню національної самосвідомості поляків, утвердженню ідеї національної державності, поширенню демократичних ідей і настроїв, які проявились у прагненні до здійснення соціальних реформ та модернізації польського суспільства. Європейська громадська думка з симпатією поставилась до боротьби поляків з російським деспотизмом, а польське питання від того часу ототожнювалось зі справою боротьби проти реакції й абсолютизму за свободу та демократію у Європі. Західноєвропейські країни прийняли чисельну польську еміграцію (так звану «Велику еміграцію»).

## Цікаве
- Про це повстання Олександром Ходзько була складена баллада «Herby» (польськ. Герби)[5] присвячена польському орлові та литовській погоні[6][7][8][9].